# Палладийпентабериллий
Палладийпентабериллий — бинарное неорганическое соединение
палладия и бериллия
с формулой Be5Pd,
кристаллы.

## Получение
- Сплавление стехиометрических количеств чистых веществ:

{\displaystyle {\mathsf {Pd+5Be\ {\xrightarrow {T}}\ Be_{5}Pd}}}

## Физические свойства
Палладийпентабериллий образует кристаллы
кубической сингонии,
пространственная группа F d3m,
параметры ячейки a = 0,5969 нм, Z = 4,
структура типа димедьмагния MgCu2
.